# Nkosazana Dlamini-Zuma
Nkosazana Clarice Dlamini-Zuma (ur. 27 stycznia 1947 w Natal) – południowoafrykańska polityk i działaczka przeciw apartheidowi, minister zdrowia w latach 1994–1999, minister spraw zagranicznych od 1999 do 2009. Minister spraw wewnętrznych w latach 2009–2012, przewodnicząca Komisji Unii Afrykańskiej od 2012 do 2017.

## Życiorys
Nkosazana Dlamini-Zuma, z pochodzenia Zuluska, urodziła się w prowincji Natal jako najstarsza z ośmiorga dzieci. W 1967 ukończyła szkołę średnią w Amanzimtoti. W 1971 rozpoczęła studia z dziedziny zoologii i botaniki na University of Zululand, na którym zdobyła stopień licencjacki. Następnie rozpoczęła studia medyczne na University of Natal.
W trakcie studiów w latach 70. XX w. została aktywną działaczką, wówczas podziemnego, Afrykańskiego Kongresu Narodowego (ANC). Została również członkinią Organizacji Studentów Południowoafrykańskich, a w 1976 jej wiceprzewodniczącą.
W 1976 udała się na emigrację do Wielkiej Brytanii. W 1978 ukończyła studia medyczne na University of Bristol. Następnie wróciła do Afryki i pracowała jako lekarka w rządowym szpitalu w Mbabane w Suazi, gdzie spotkała również swojego przyszłego męża, Jacoba Zumę. W 1986 powróciła do Wielkiej Brytanii, by uzyskać dyplom ze specjalizacji w tropikalnych chorobach dziecięcych w School of Tropical Medicine Uniwersytetu w Liverpoolu. Następnie pracowała w Komitecie Zdrowia ANC oraz została dyrektorką brytyjskiej organizacji pozarządowej ds. zdrowia i uchodźców Health and Refugee Trust.
Po legalizacji działalności ANC w 1990, Dlamini-Zuma wróciła do RPA. W 1992, w czasie rozmów na temat zniesienia polityki apartheidu w Południowej Afryce, wchodziła w skład Komitetu Doradczego ds. Równości Płci. W 1994 weszła w skład Zgromadzenia Narodowego. W latach 1994–1999 zajmowała stanowisko ministra zdrowia w gabinecie prezydenta Nelsona Mandeli. W 1999 z jej inicjatywy przyjęto ustawę Tobacco Products Control Bill, która zakazywała palenia tytoniu w miejscach publicznych. W czerwcu 1999 rozwiodła się z Jacobem Zumą.
17 czerwca 1999 Nkosazana Dlamini-Zuma objęła funkcję ministra spraw zagranicznych w gabinecie prezydenta Thabo Mbekiego. Stanowisko to zachowała również w rządzie prezydenta Kgalemy Motlanthe. Na czele dyplomacji stała do 10 maja 2009, kiedy objęła funkcję ministra spraw wewnętrznych w rządzie swego byłego męża i nowego prezydenta Jacoba Zumy. Zajmowała je do października 2012.
15 lipca 2012 wybrana na stanowisko przewodniczącej Komisji Unii Afrykańskiej na czteroletnią kadencję. Urząd objęła 15 października 2012, zastępując Jeana Pinga. Ponieważ w lipcu 2016 członkowie Unii Afrykańskiej nie zdołali wybrać jej następcy, pozostała dalej na stanowisku do 14 marca 2017, kiedy zastąpił ją Moussa Faki.